# 胡慧玲
胡慧玲（1958年—），臺灣臺東人，台灣作家，曾任《自由時代周刊》副總編輯、總編輯；陳文成博士紀念基金會總幹事，台灣大學歷史學系畢業。

## 著作目錄

### 專書
- 《臺北南港二二八》，臺北：吳三連台灣史料基金會，1995。
- 《我喜歡這樣想你》，臺北：玉山社，1995。
- 《島嶼愛戀》，臺北：玉山社，1995。
- 《淡水河域二二八》，臺北：吳三連台灣史料基金會，1996。
- 《臺北都會二二八》，臺北：吳三連台灣史料基金會，1996。
- 《草地醫生》，臺北：玉山社，1997。
- 《台灣共和國(上)(下)－台灣獨立運動的先聲》，臺北：吳三連台灣史料基金會，2000。
- 《在異鄉發現台灣》，臺北：玉山社，2007。
- 《百年追求：臺灣民主運動的故事 卷三 民主的浪潮》，新北：衛城出版，2013。
- 《臺灣之春：解嚴前的臺灣民主運動》，臺北：春山出版，2020。

## 家庭
1980年12月，與林世煜結婚。